# Partitura

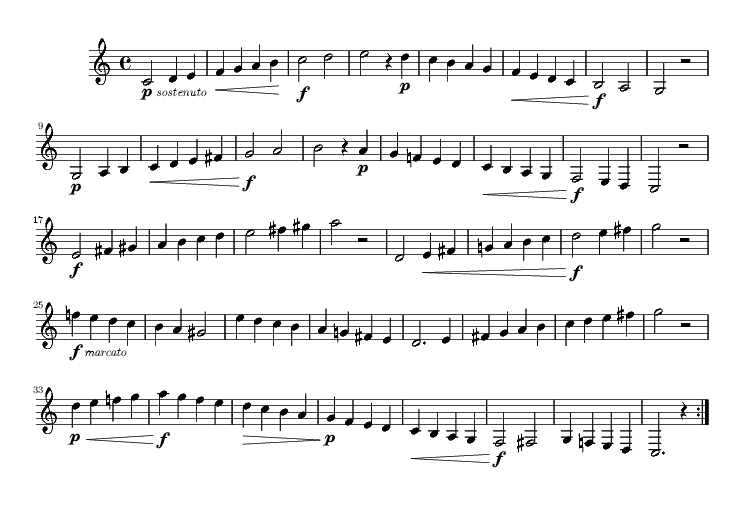
Figura 1. Una partitura.

Una partitura es un documento manuscrito o impreso que representa e indica cómo debe interpretarse una composición musical, mediante un lenguaje propio formado por signos musicales y el llamado sistema de notación.
Como sus análogos los libros, los folletos, etc., el medio de la partitura generalmente es el papel o, en épocas anteriores, el pergamino. Aunque el acceso a la notación musical en los últimos años incluye también la presentación en pantallas de ordenador.
En música orquestal, se denomina partitura al documento que utiliza exclusivamente el director de orquesta y que contiene la obra que se ejecutará con todas sus indicaciones. Esta se desglosa en particellas o partes: nombre dado a cada uno de esos desgloses o particiones instrumentales que tienen los intérpretes de los diferentes instrumentos, las cuales pueden incluir cada una dos o más instrumentos similares, como un piccolo y una flauta, un oboe y un corno inglés, etc., y ser ejecutadas por un mismo intérprete.

## Etimología de partitura
La palabra «partitura» término italiano, quiere decir literalmente insieme di parti, es decir «conjunto de partes». Un gran número de lenguas mantienen este mismo origen etimológico, como por ejemplo las acepciones Partitur en alemán, partition en francés o partitura en portugués, catalán y euskera. En lengua inglesa se denomina score.

## Finalidad y uso
La partitura se puede utilizar como un registro, una guía o un medio para interpretar una pieza de música. Aunque no sustituye al sonido de la ejecución musical, la partitura se puede estudiar para construir la interpretación y para dilucidar los aspectos de la música que pueden no ser evidentes a partir de la simple audición. Se puede obtener información fidedigna sobre una pieza musical mediante el estudio de los bocetos y las primeras versiones escritas de las obras que el compositor pudo haber conservado, así como la partitura final autógrafa y las anotaciones personales hechas en borradores y partituras impresas.
La comprensión de las partituras requiere una forma especial de alfabetización, la capacidad de leer notación musical. No obstante, la capacidad de leer o escribir música no es un requisito imprescindible para componer música. Muchos compositores han sido capaces de crear música en formato impreso, sin la habilidad de leer o escribir en notación musical, siempre y cuando un copista de algún tipo estuviese disponible. Por ejemplo, el compositor ciego del siglo XVIII John Stanley así como los compositores y letristas del siglo XX Lionel Bart, Irving Berlin y Paul McCartney. 
La habilidad conocida como «lectura a primera vista» (o repentización) es la capacidad de un músico para interpretar una obra musical desconocida viendo la partitura de esta por primera vez. La facultad de leer a primera vista se espera tanto de los músicos profesionales como de los aficionados serios que tocan música clásica y otros géneros relacionados. Una habilidad aún más refinada es la capacidad de mirar una pieza musical desconocida y escuchar la mayoría o la totalidad de los sonidos (melodías, armonías, timbres, etc.) mentalmente sin tener que tocar la pieza. 
Con la excepción de las interpretaciones en solitario, donde se espera la memorización, los músicos clásicos suelen tener la partitura a mano cuando tocan. En la música de jazz, que es en su mayoría improvisada, la partitura —llamada lead sheet en este contexto— se utiliza para dar indicaciones básicas de las melodías, cambios de acordes y arreglos. 

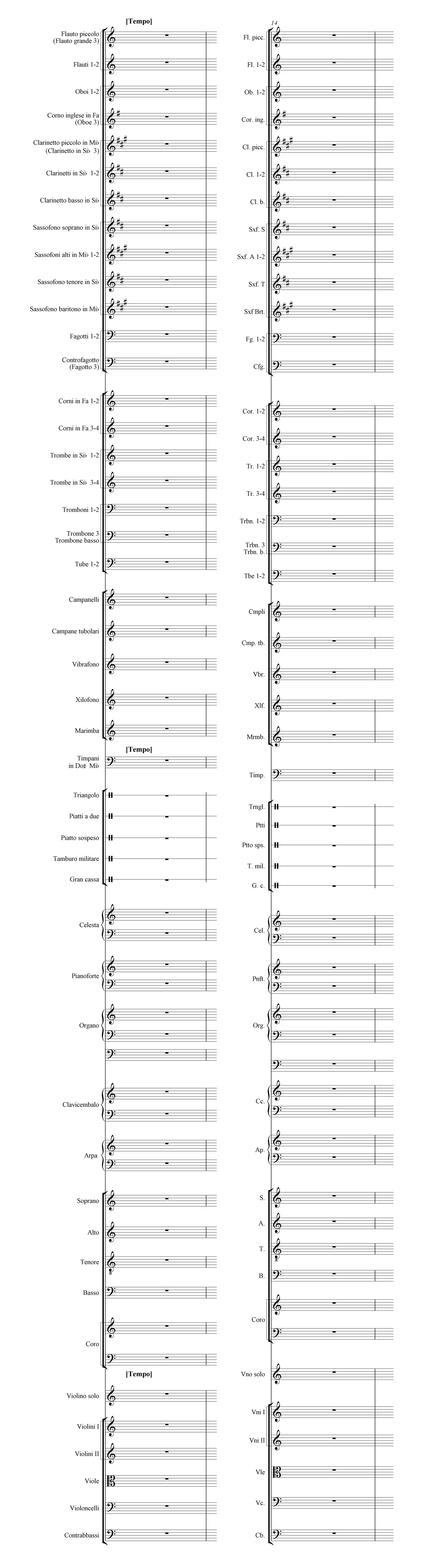
Figura 2. Partitura orquestal.

La música manuscrita o impresa es menos importante en otras tradiciones de práctica musical. Aunque la mayor parte de la música popular se publica en notación de algún tipo, es muy común que la gente aprenda música «de oído». Este es también el caso en la mayoría de las formas occidentales de música folclórica, donde las canciones y las danzas se transmiten mediante la tradición oral y auditiva. La música de otras culturas, tanto folclórica como clásica, con frecuencia se transmite por vía oral, aunque algunas culturas no occidentales desarrollaron sus propias formas de notación musical en partituras. 
Aunque la partitura suele ser considerada como una plataforma para la nueva música y una ayuda a la composición (es decir, el compositor pone por escrito la música), también puede servir como un registro visual de la música ya existente. Los estudiosos y otras personas han hecho transcripciones para reproducir la música occidental y no occidental en un formato legible para el estudio, el análisis y la interpretación creativa. Esto se ha llevado a cabo con la música folclórica y tradicional. Por ejemplo, los volúmenes de música popular magiar y rumana escritos por Béla Bartók. Pero también se hizo con grabaciones sonoras de improvisaciones hechas por músicos como el piano de jazz, así como con actuaciones que pueden estar basadas solo parcialmente en notación musical. Un ejemplo exhaustivo y reciente de esto último es la colección The Beatles: Complete Scores, que trata de transcribir en pentagramas y tablaturas todas las canciones tal y como fueron grabadas por los Beatles en detalle instrumental y vocal.

## Estructura
La partitura consta de un pentagrama, formado por cinco líneas y cuatro espacios, sobre el cual se ubican los símbolos que representan los componentes musicales de la obra escrita en ella. Estos signos musicales suelen indicar las notas musicales, las figuras, es decir la duración de las notas, la armadura de clave, tonalidad, alteraciones (como bemoles, sostenidos y becuadros), las ligaduras entre notas, la articulación y otras particularidades de la interpretación musical. Adicionalmente, las partituras suelen disponer fuera del pentagrama de información adicional sobre cómo interpretar las diferentes secciones de la obra, como el tempo y la dinámica, entre otros.
Para ampliar información sobre los elementos que pueden aparecer en una partitura véase el artículo dedicado a los signos musicales.

### Orden de los instrumentos
Las partituras mantienen un sistema consuetudinario de organizar los instrumentos musicales por familias y, a su vez, las familias se dividen en secciones. Dentro de cada familia, los instrumentos son ordenados en función de la tesitura de agudo a grave (por ejemplo, el flautín precede a la flauta y el oboe precede al corno inglés).
Las partituras orquestales se organizan generalmente en el siguiente orden:
1. Vientos
  1. Maderas (Nota: la organización tradicional de las maderas no ordena por caña simple y doble)
    1. Flautas (flautín, flauta, flauta alto)
    2. Oboes (oboe, corno inglés)
    3. Clarinetes (clarinete piccolo, clarinete soprano, corno di bassetto, clarinete bajo).
    4. Saxofones
    5. Fagotes (fagot, contrafagot)

  2. Metales
    1. Cornos (corno, tuba Wagner)
    2. Trompetas (trompeta piccola, trompeta, corneta, trompeta bajo)
    3. Sassocorni
    4. Trombones (trombón tenor, trombón bajo)
    5. Tuba (tuba bajo, tuba contrabajo)
2. Percusión
  1. Percusión de altura indeterminada (tambores, triángulo, maracas, etc.)
  2. Percusión de altura determinada (glockenspiel, xilófono, vibráfono, marimba, campanas tubulares)
  3. Timbales
3. Otros instrumentos
  1. Arpa
  2. Tecla (piano, celesta, órgano, clave)
  3. Ondas Martenot
  4. Mandolina
  5. Guitarra
4. Coros
5. Solistas (tanto vocales como instrumentales)
6. Cuerdas
  1. Violines (primeros y segundos)
  2. Violas
  3. Violonchelos
  4. Contrabajos

## Tipos
Las partituras modernas pueden presentarse en diferentes formatos. Si una pieza está compuesta para un solo instrumento o voz (por ejemplo, una pieza para un instrumento solista o para voz solista a capella), la obra completa puede ser escrita o impresa como una sola partitura. Si una pieza instrumental está diseñada para ser tocada por más de una persona, por lo general cada intérprete tendrá para tocar una partitura separada llamada parte o particella. Este es precisamente el caso de la publicación de composiciones que requieren de cinco o más intérpretes. No obstante, invariablemente se publica la partitura completa también. Las voces cantadas en una obra vocal que hoy en día no suelen publicarse por separado, aunque así ha sido históricamente, sobre todo antes de que la impresión musical ampliase la disponibilidad de partituras.
Las partituras pueden ser editadas publicadas como individuales o de obras (por ejemplo, una canción popular o una sonata de Beethoven), en las colecciones (por ejemplo, trabajos de uno o varios compositores), como piezas realizadas por un determinado artista, etc.
Cuando las partes separadas de cada instrumento o voz se imprimen juntas, el texto resultante se denomina partitura. Convencionalmente, se compone de una veintena notación musical con cada parte instrumental o vocal, en alineación vertical (es decir, que los hechos concurrentes en la notación para cada parte se organizó ortográficamente). El término partitura también se ha utilizado para referirse a las partituras escritas por un solo intérprete. La distinción entre la partitura y una parte se aplica cuando hay más de una parte necesaria para la interpretación.
Las partituras pueden presentarse en varios formatos, como los siguientes:

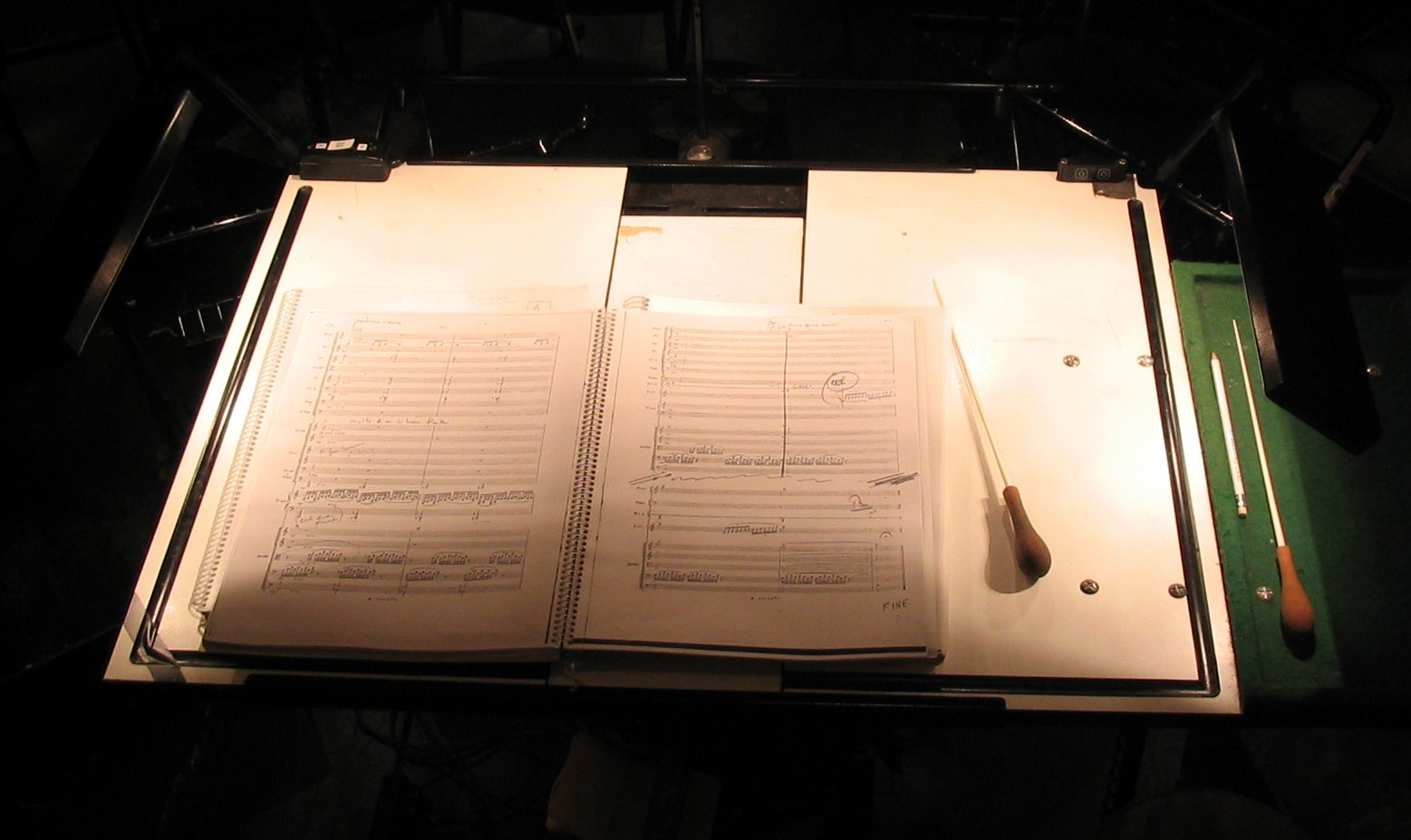
Figura 3. Partitura de director de orquesta.

- Una partitura completa es un libro grande que recoge la música de todos los instrumentos y voces de una composición dispuestos en un orden determinado. Es lo suficientemente grande como para que un director de orquesta pueda leerla mientras conduce los ensayos y actuaciones.

- Una partitura miniatura es como una partitura aunque de un tamaño mucho más reducido. Es demasiado pequeña para utilizarla en una actuación, pero útil para el estudio de las piezas de música, ya sea para un conjunto grande o para un solista. Una partitura miniatura puede contener algunos comentarios introductorios.

- Una partitura de estudio es en ocasiones del mismo tamaño y a menudo indistinguible de una partitura miniatura, salvo en el nombre. Algunas de estas partituras están en formato de octavo y por lo tanto se encuentran entre los tamaños de la partitura completa y de la partitura miniatura. Una partitura de estudio, especialmente cuando es parte de una antología para el estudio académico, puede incluir comentarios adicionales acerca de la música así como anotaciones orientadas al aprendizaje.

- Una partitura de piano (o reducción para piano) es una transcripción más o menos literal para piano de una pieza escrita para múltiples intérpretes, especialmente obras orquestales, que puede incluir puramente secciones instrumentales dentro de las grandes obras vocales. Tales arreglos se hacen para piano solo (a dos manos) o bien para dúo de piano (uno o dos pianos, a cuatro manos). Algunos pequeños pentagramas adicionales se agregan a veces en ciertos puntos de la partitura de piano a dos manos con el fin de hacer la presentación más completa, aunque por lo general es imposible o poco práctico incluirlos durante la interpretación. Como ocurre con la partitura vocal (a continuación), se requiere una habilidad considerable para reducir una partitura orquestal a estas formas tan pequeñas ya que la reducción debe ser interpretable en el teclado y además lo suficientemente completa en su presentación de las armonías, texturas, figuraciones, etc. de la obra original. A veces se incluyen anotaciones para mostrar qué instrumentos están tocando en determinados puntos. Las partituras de piano por lo general no están pensadas para la interpretación al margen del estudio y del placer. Sin embargo, hay un grupo de notables excepciones como las transcripciones de conciertos y sinfonías de Beethoven de Liszt. Los ballets obtienen el mayor beneficio práctico de las partituras de piano, puesto que con uno o dos pianistas permiten ensayar sin limitaciones antes de una orquesta sea absolutamente necesaria. Se pueden utilizar también en la formación de directores de orquesta principiantes. Las partituras de piano de las óperas no incluyen pentagramas separados para las partes vocales, pero pueden añadir el texto cantado y las instrucciones de escena por encima de la música.

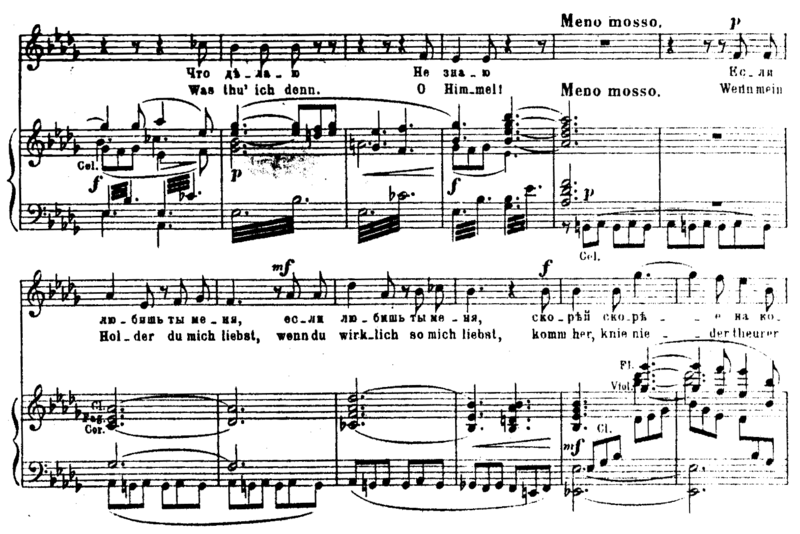
Figura 4. Partitura para piano y voz de la ópera William Ratcliff de César Cui.

- Una partitura vocal (o partitura para piano y voz) es una reducción de la partitura de una obra vocal, como por ejemplo, una ópera, un musical, un oratorio, una cantata, etc., que muestra las partes vocales (solista y coral) en sus pentagramas y las partes orquestales en una reducción para piano (por lo general, a dos manos) por debajo de las partes vocales. Las secciones puramente orquestales de la partitura también se reducen para piano. Si un pasaje de la obra es a capella, se suele añadir una reducción para piano de las partes vocales para ayudar en los ensayos. Este es normalmente el caso de las partituras religiosas a capella. Aunque no están destinadas para la interpretación, las partituras vocales sirven como una conveniente manera de aprender música y ensayar por separado para los solistas vocales y los coristas. La partitura vocal de un musical por lo general no incluye el diálogo hablado, a excepción de las señales.

- La partitura coral está relacionada con la vocal pero es menos común. Contiene las partes corales sin acompañamiento.

- La partitura de órgano por lo general se relaciona con la música sacra para voces y orquesta, como los arreglos (posteriores) El Mesías de Haendel. Es como una partitura para piano y voz que contiene pentagramas para las partes vocales y se reducen las partes orquestales para ser tocadas por una sola persona. A diferencia de la partitura vocal, en la partitura de órgano el arreglista a veces pretende sustituir a la orquesta a la hora de la interpretación si fuese necesario.

- Las selecciones vocales son colecciones de canciones impresas de un determinado musical. Esto es diferente de la partitura vocal del mismo espectáculo, que no muestra la música completa y el acompañamiento de piano se suele simplificar e incluye la línea de la melodía.

- Una partitura abreviada es una reducción de una pieza para múltiples instrumentos a solo unos cuantos pentagramas. Muchos compositores, en vez de componer directamente la partitura completa, elaboran algún tipo de partitura abreviada mientras están componiendo y luego amplían la orquestación completa. Una ópera, por ejemplo, se puede escribir por primera vez en una partitura abreviada, a continuación en la partitura completa, entonces se reduce a una partitura vocal para los ensayos. Las partituras abreviadas normalmente no se publican, aunque pueden ser más comunes en algunas salas de concierto (por ejemplo, banda) que en otras.

- Una lead sheet especifica solamente la melodía, la letra y la armonía, por lo general usando un pentagrama con símbolos de acordes colocados por encima y la letra por debajo. Se suele utilizar en la música popular para recoger los elementos esenciales de la canción sin especificar cómo debe ser arreglada o tocada la canción.

- Una tabla de acordes contiene poca o ninguna información melódica, pero proporciona una detallada información armónica y rítmica. Este es el tipo más común de la música escrita utilizada por los músicos profesionales de sesión que tocan jazz u otras formas de música popular. Está destinado principalmente para la sección rítmica, por lo general contiene piano, guitarra, bajo y batería.

- Una tablatura es un tipo especial de partitura musical, con frecuencia para un instrumento solista, que muestra donde hay que tocar los sonidos en el instrumento concreto en lugar de especificar las alturas que hay que tocar, indicando también el ritmo. Este tipo de notación, que data de finales de la Edad Media, se ha empleado para instrumentos de tecla como el órgano y para instrumentos de cuerda con trastes como el laúd o la guitarra.

Si la partitura completa es muy compleja y grande, impidiendo así, la lectura de un instrumento en específico, entonces es impresa una parte solista de este mismo.

## Historia

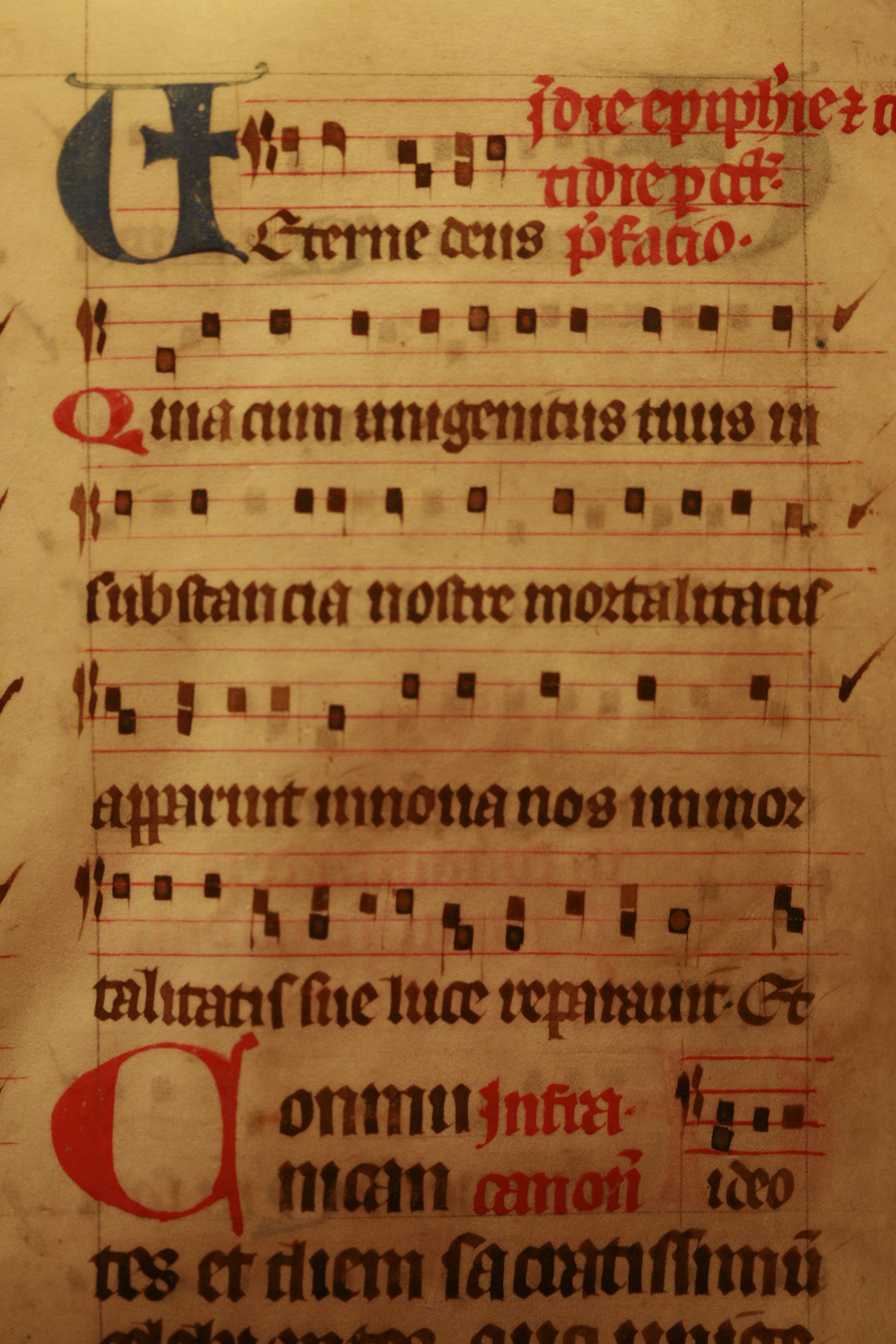
Figura 5. Partitura manuscrita en pergamino de un misal dominical del.

### Partituras manuscritas
Antes del siglo XV| la música occidental era escrita a mano y conservada en manuscritos, normalmente recopilados en grandes volúmenes. Los ejemplos más conocidos son los manuscritos medievales de canto monódico. En el caso de la polifonía medieval, como el motete, las voces eran escritas en porciones separadas de páginas enfrentadas. Este proceso se vio favorecido por la llegada de la notación mensural para clarificar los aspectos rítmicos y fue acompañado por la práctica medieval de componer voces polifónicas de forma secuencial, en lugar de simultáneamente como en épocas posteriores. Los manuscritos que muestran todas las voces juntas en una sola partitura no eran comunes y se limitaban sobre todo al organum, en especial el de la Escuela de Notre Dame.
Incluso después de la aparición de la música impresa, gran cantidad de música continuó existiendo únicamente en manuscritos hasta bien entrado el siglo XVIII.

### Partituras impresas
Existían varias dificultades para adaptar la nueva tecnología de impresión a la música. El primer libro impreso que incluía música, el Salterio de Maguncia (1457), tuvo que recoger la notación añadida a mano. Este caso es similar al espacio que se deja a la izquierda en otros incunables para las letras mayúsculas. El salterio fue impreso en Maguncia, Alemania por Johann Fust y Peter Schöffer. Actualmente un ejemplar está ubicado en el Castillo de Windsor y otro en la Biblioteca Británica. 
Más adelante las líneas del pentagrama fueron impresas, pero todavía los escribas añadían en el resto de la música a mano. La mayor dificultad en el uso de los tipos móviles para la impresión de música es que todos los elementos debían estar alineados; la cabeza de la nota debía estar correctamente alineada con el pentagrama o si no habría significado algo distinto de lo que debería. En la música vocal el texto debe estar alineado de forma adecuada con las notas, aunque en aquella época esta cuestión no era una prioridad, ni siquiera en los manuscritos. 
La primera música impresa a máquina apareció alrededor de 1473, aproximadamente veinte años después de que Gutenberg presentase la imprenta. En 1501 Ottaviano Petrucci publicó Harmonice Musices Odhecaton, que contiene 96 piezas de música impresa. El método de impresión de Petrucci generaba una música limpia, legible y elegante, pero se trataba de un proceso largo y difícil que requería tres impresiones separadas. Más tarde Petrucci desarrolló un proceso que requería solo dos impresiones en la prensa, pero aún era costosa ya que cada paso exigía una alineación muy precisa para que el resultado fuera legible. Esta fue la primera música polifónica impresa bien distribuida. Petrucci también imprimió la primera tablatura con tipos móviles. El proceso de impresión consistente en una única impresión apareció por primera vez en Londres hacia 1520. Pierre Attaignant llevó esta técnica a ser utilizada ampliamente en 1528 y se mantuvo durante 200 años con pocos cambios. 

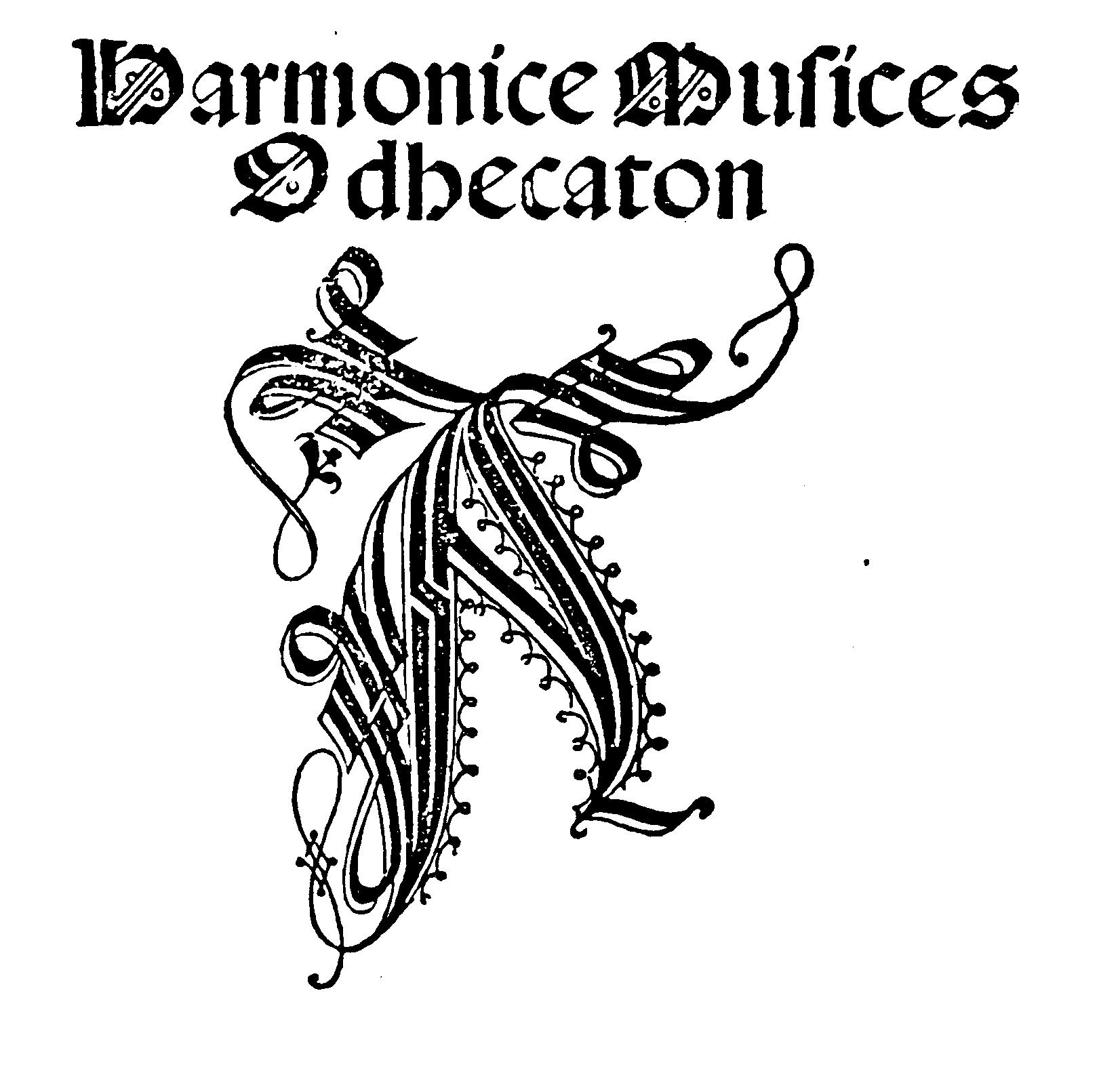
Figura 6. Frontispicio de Harmonice Musices Odhecaton de Petrucci.

Un formato común para la publicar las obras a varias voces, la música polifónica del Renacimiento eran los cuadernos de música. En este formato, la parte correspondiente a cada voz de una colección de madrigales a cinco voces, por ejemplo, se imprime por separado en su propio cuaderno, de tal manera que los cinco cuadernos de música serían necesarios para interpretar la música. Los mismos cuadernos de música podían ser utilizados por cantantes o instrumentistas. Las partituras de piezas a varias voces rara vez se imprimían en el Renacimiento. Si bien, el uso del formato partitura como medio para componer voces simultáneamente (en vez de sucesivamente, como a finales de la Edad Media) se le atribuye a Josquin Desprez.
El efecto de la música impresa fue similar al efecto de la palabra impresa, en que la información se propaga más rápido, de un modo más eficiente y a un mayor número de personas de lo que podría extenderse a través de manuscritos. Asimismo, tuvo el efecto adicional de proporcionar a los músicos aficionados, al menos aquellos que podían permitirse el lujo, los medios suficientes para interpretar. Esto afectó en muchos aspectos a toda la industria musical. Los compositores ahora podían escribir más música para los intérpretes aficionados, sabiendo que podía ser distribuida. Los músicos profesionales contaban con más música a su disposición. Se incrementó el número de aficionados, de los cuales los intérpretes profesionales también podían obtener ingresos a cambio de proporcionarles una instrucción musical. Sin embargo, en los primeros años el coste de la música impresa limitaba su difusión.
En muchos lugares, el derecho de imprimir la música era concedido por el monarca y solo a aquellos con una dispensa especial se les permitía hacerlo. Esto suponía a menudo un honor (y un "boom" económico) que era otorgado a los músicos favoritos de la corte.
En el siglo XIX la industria de la música estaba dominada por los editores de partituras. En Estados Unidos la industria de las partituras ascendió en conjunto con un tipo de ministriles denominado blackface. El grupo de editores y compositores asentados en Nueva York que dominaban la industria se conoce como "Tin Pan Alley". El final del siglo XIX fue testigo de la explosión masiva de la música de salón, y poseer y saber tocar el piano se convirtió en una obligación para las familias de clase media. 
Pero a comienzos del siglo XX el fonógrafo y la música grabada crecieron enormemente en importancia. Esto, junto con el crecimiento de la popularidad de la radio de la década de 1920 en adelante, disminuyó la relevancia de los editores de partituras. La industria del disco reemplazó a los editores de partituras como la mayor fuerza de la industria musical.

### Máquina de escribir las partituras musicales

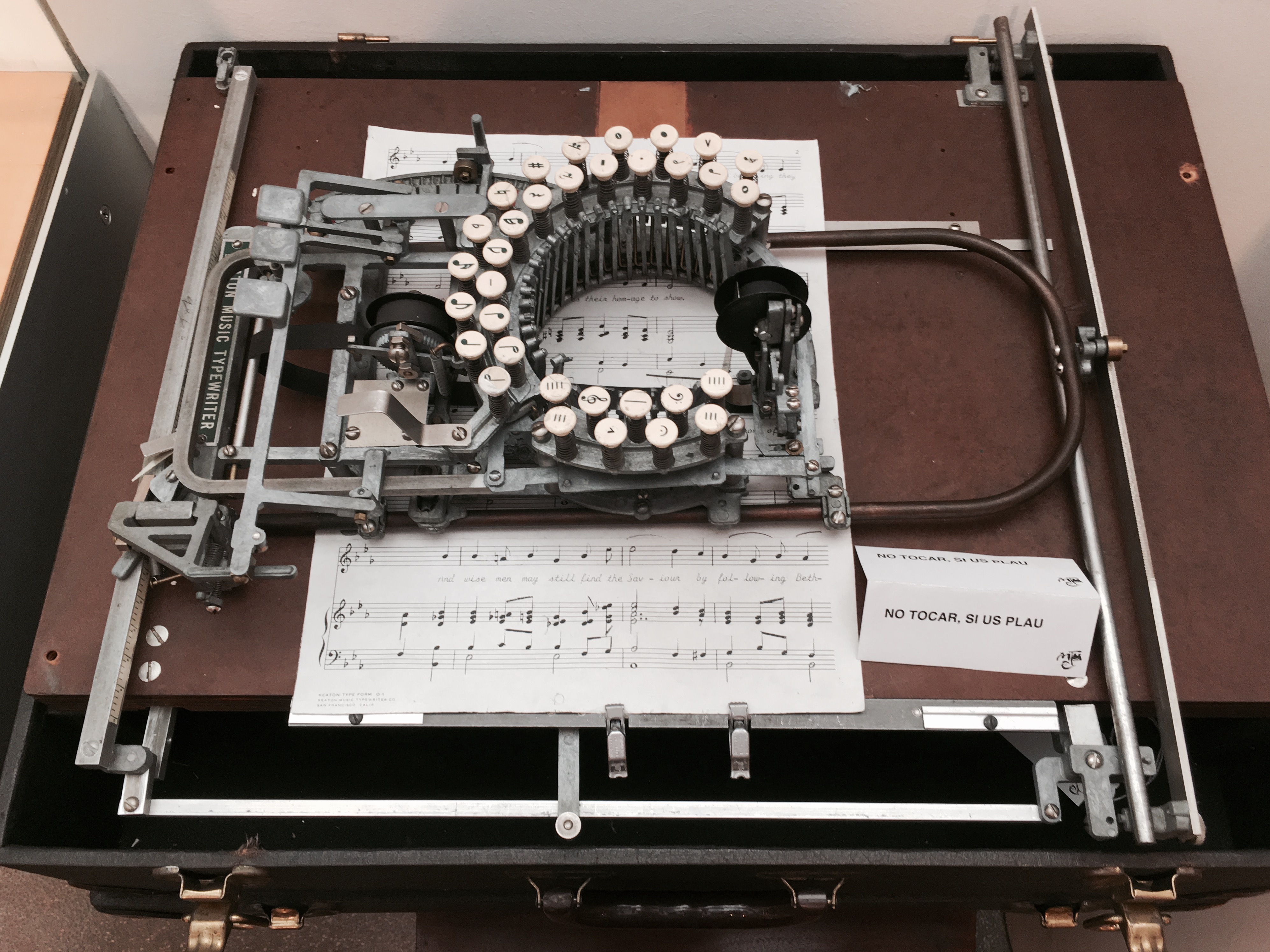
Máquina de escribir las partituras musicales Keaton Music Typewriter

Había algunas máquinas de escribir para partituras musicales cuya operación era compleja. Entre las más conocidas, podemos citar la primera inventada en 1936 por Robert H. Keaton, la Keaton Music Typewriter.

### Evolución actual
A finales del siglo XX y en el siglo XXI se ha desarrollado un gran interés por la representación de las partituras en un formato legible para ordenador (ver software de notación musical), así como archivos descargables. Desde 1991 ha estado disponible el OMR (Optical Music Recognition), que es un OCR para música. Se trata de un software para «leer» partituras escaneadas de forma que los resultados puedan ser después manipulados. En 1998 las partituras virtuales se desarrollaron aún más en lo que iba a ser llamado partitura digital, que por primera vez permitió a los editores autorizados hacer que las partituras con derechos de autor estuviesen disponibles para su compra en línea. A diferencia de su equivalente en papel, estos archivos permiten manipulaciones tales como cambios de instrumentos, transposición e incluso la reproducción MIDI (Musical Instrument Digital Interface). La popularidad de este sistema de entrega inmediata parece estar actuando entre los músicos como catalizador de un nuevo crecimiento de la industria en un futuro previsible.
Uno de los primeros programas disponible de notación informática para ordenadores domésticos fue Music Construction Set, que fue desarrollado en 1984 y lanzado para varias plataformas diferentes. Al introducir conceptos en gran medida desconocidos para el usuario doméstico de la época, permitía la edición de las notas y signos musicales mediante un dispositivo señalador como un ratón. El usuario podía «agarrar» una nota o signo de una paleta y «arrastrarlo» en el lugar pertinente del pentagrama. El programa permitía reproducir la música creada a través de varias de las primeras tarjetas de sonido y se podía imprimir la partitura musical en una impresora de gráficos.
Muchos productos de software para estación de trabajo de audio digital o DAW soportan la generación de partituras a partir de archivos MIDI o bien por entrada manual. Entre los productos con esta característica se incluyen programas libres, de código abierto como Aria Maestosa y MuseScore, así como los programas comerciales como Cakewalk SONAR, Pro Tools y Logic Pro. 
En 1999 Harry Connick, Jr. inventó un sistema y método para coordinar la visualización de la música entre los intérpretes de una orquesta. La invención de Connick es un dispositivo con una pantalla que se emplea para mostrar la partitura a los músicos de una orquesta en lugar de la partitura de papel de uso más común. Connick utiliza este sistema cuando está de gira con su banda, por ejemplo.
De especial interés práctico para el público en general es el Proyecto Mutopia, un esfuerzo para crear una biblioteca de partituras de dominio público usando documentos abiertos de un programa de software libre (LilyPond), y que es comparable a la biblioteca de libros de dominio público del Proyecto Gutenberg. El International Music Score Library Project (IMSLP) también está tratando de crear una biblioteca virtual que contenga partituras musicales de dominio público, así como partituras de compositores que están dispuestos a compartir su música con el mundo de forma gratuita.
Además de los esfuerzos de dominio público como el proyecto Mutopia y el IMSLP, muchas obras musicales de dominio público originalmente compuestas para piano, violín o voz están encontrando su camino de regreso a la circulación comercial, ahora que se han vuelto a componer para otros instrumentos.

#### Software de edición de partituras
Existe un gran número de aplicaciones para editar partituras:
- Cakewalk Express
- Denemo (software libre)
- Encore
- Finale
- Free Clef
- Frescobaldi (software libre), un entorno para LilyPond
- Guitar Pro
- LilyPond (software libre)
- MuseScore (software libre)
- MusiXTeX (basado en TeX)
- NoteWorthy Composer
- NtEd
- Rosegarden (software libre)
- Sibelius
- TuxGuitar (software libre)

## Quizás le pueda interesar
- Historia de la notación en la música occidental
- Notación musical
- Composición musical
- Signos musicales
- Particella
- Atril